# Папские туфли

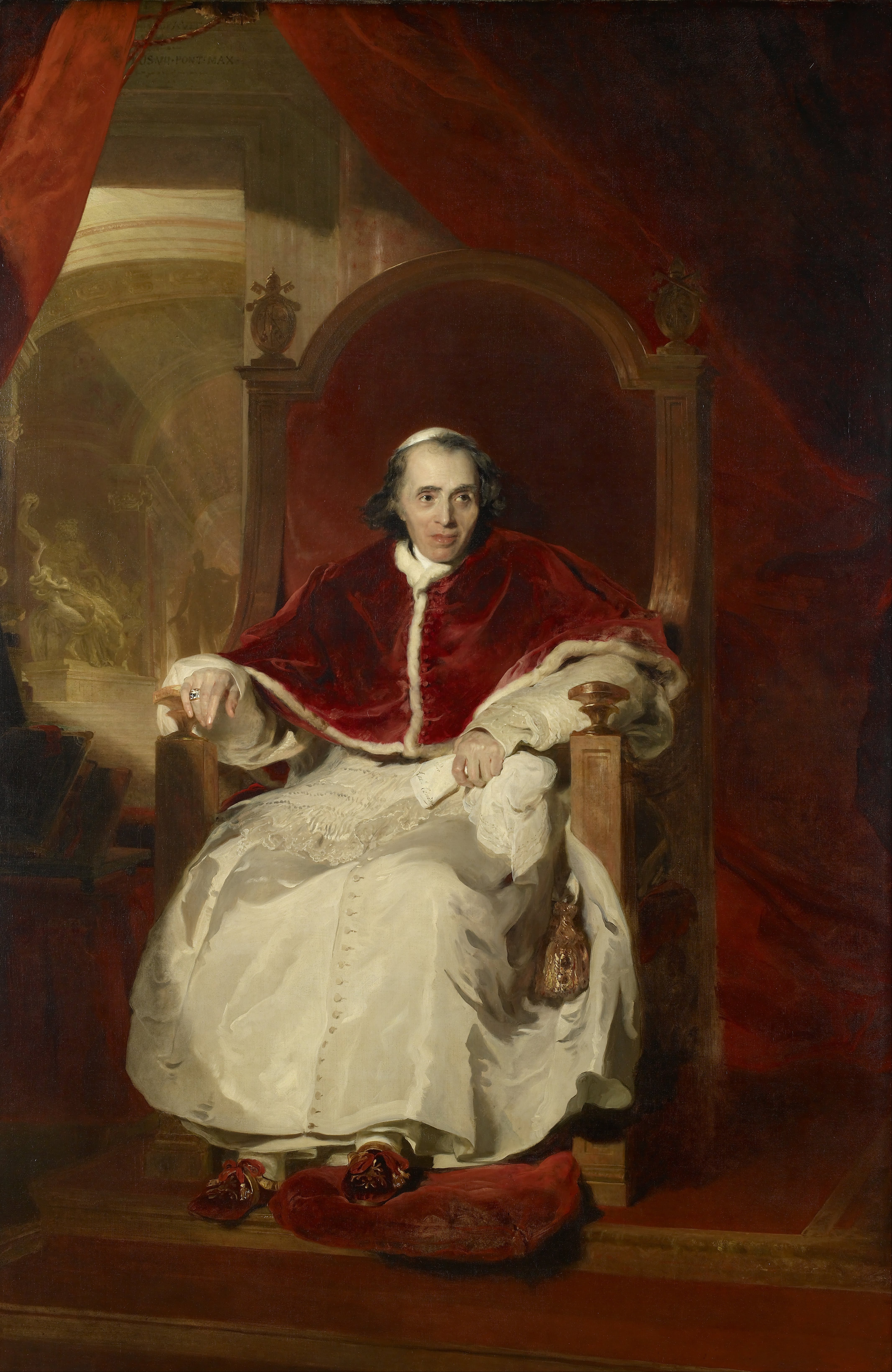
Папа римский Пий VII в папских туфлях (1819 год, Томас Лоуренс, Королевская коллекция, Виндзор)

Папские туфли — исторический элемент одежды, носившийся епископом Рима. Папские туфли были формой епископских сандалий, носимых епископами. Однако, в отличие от (редких в настоящее время) епископских сандалий, которые меняются с литургическим цветом, папские туфли всегда были красного цвета. Красный был официальным папским цветом до XVI века, когда папа римский Пий V, доминиканец, продолжил носить белое доминиканское монашеское одеяние.
Обычно искусно выполненные, папские туфли делались вручную из красного атласа, красного шёлка и украшались золотой нитью; на них вышивался крест, украшенный рубинами, а подошвы были сделаны из кожи. До первой половины XX века было общепринятым, что на аудиенции с папой римским паломники становились на колени и целовали одну из его туфель.
Папа римский традиционно носил туфли внутри своей резиденции, в то время как красную кожаную обувь — на открытом воздухе. Папа римский Павел VI прекратил использование папских туфель, но продолжил носить снаружи красные ботинки, от которых в итоге отказался Иоанн Павел II в пользу полуботинок из кордовской коричневой кожи, сделанных в его родной Польше.
Папа Бенедикт XVI восстановил использование снаружи красных ботинок, подобных тем, которые носил Павел VI. Однако, по-видимому, папские туфли не были восстановлены, поскольку на фотографиях Бенедикт XVI носил красные ботинки и внутри Ватикана. Исключением был его визит в Шотландию 16 сентября 2010 года, когда на нём были красные туфли.